# Classica di San Sebastián 2010
La Classica di San Sebastián 2010, trentesima edizione della corsa, si svolse il 31 luglio 2010 su un percorso totale di 234 km. Fu vinta dallo spagnolo Luis León Sánchez che concluse la gara in 5h47'13".

## Percorso
Il percorso prevedeva una sorta di anello in senso antiorario, con partenza e arrivo a San Sebastián. Dopo il via nei pressi della Playa de la Concha ci si portava verso sud-est passando per Zumárraga ma evitando sia l'Alto de Azkarate che l'Alto de Udana, con un percorso dunque differente dall'edizione 2009; si ritornava quindi indietro per i sobborghi meridionali della capitale gipuzkoana, prima di spostarsi verso est e scalare per due volte sia lo Jaizkibel (455 m, 8 km con pendenze medie del 5,8%) che il più breve Alto de Arkale. Si ritornava infine a San Sebastián con i tre chilometri finali pianeggianti.

## Squadre e corridori partecipanti
A quest'edizione hanno preso parte 21 squadre, le 18 iscritte all'UCI ProTour e tre con licenza Professional Continental (Andalucía-Cajasur, Xacobeo Galicia e Cervélo TestTeam). Ogni squadra era composta da otto corridori ciascuna; 163 atleti hanno preso il via, 70 dei quali si sono ritirati nel corso della gara.
| N.      | Cod. | Squadra            |
| ------- | ---- | ------------------ |
| 1-8     | QST  | Quick Step         |
| 11-18   | AST  | Astana             |
| 21-28   | KAT  | Team Katusha       |
| 31-38   | LIQ  | Liquigas-Doimo     |
| 41-48   | SAX  | Team Saxo Bank     |
| 51-58   | THR  | Team HTC-Columbia  |
| 61-68   | OLO  | Omega Pharma-Lotto |
| 71-78   | RSH  | Team RadioShack    |
| 81-88   | GCE  | Caisse d'Epargne   |
| 91-98   | CTT  | Cervélo TestTeam   |
| 101-107 | RAB  | Rabobank           |

| N.      | Cod. | Squadra                       |
| ------- | ---- | ----------------------------- |
| 111-118 | LAM  | Lampre-Farnese Vini           |
| 121-128 | EUS  | Euskaltel-Euskadi             |
| 131-138 | GRM  | Garmin-Transitions            |
| 141-148 | SKY  | Sky Professional Cycling Team |
| 151-158 | ALM  | AG2R La Mondiale              |
| 161-168 | MRM  | Team Milram                   |
| 171-178 | FDJ  | FDJ                           |
| 181-188 | FOT  | Footon-Servetto               |
| 191-198 | XAC  | Xacobeo Galicia               |
| 201-208 | ACA  | Andalucía-Cajasur             |

## Ordine d'arrivo (Top 10)
| Pos. | Corridore           | Squadra       | Tempo    |
| ---- | ------------------- | ------------- | -------- |
| 1    | Luis León Sánchez   | C. d'Epargne  | 5h47'13" |
| 2    | Aleksandr Vinokurov | Astana        | s.t.     |
| 3    | Carlos Sastre       | Cervélo       | s.t.     |
| 4    | Haimar Zubeldia     | RadioShack    | a 34"    |
| 5    | Joaquim Rodríguez   | Team Katusha  | a 37"    |
| 6    | Ryder Hesjedal      | Garmin        | s.t.     |
| 7    | Robert Gesink       | Rabobank      | s.t.     |
| 8    | Nicolas Roche       | AG2R La Mond. | s.t.     |
| 9    | Samuel Sánchez      | Euskaltel     | s.t.     |
| 10   | Richie Porte        | Saxo Bank     | s.t.     |

## Punteggi UCI
| Pos. | Corridore           | Squadra       | Punti |
| ---- | ------------------- | ------------- | ----- |
| 1    | Luis León Sánchez   | C. d'Epargne  | 80    |
| 2    | Aleksandr Vinokurov | Astana        | 60    |
| 3    | Carlos Sastre       | Cervélo       | 50    |
| 4    | Haimar Zubeldia     | RadioShack    | 40    |
| 5    | Joaquim Rodríguez   | Team Katusha  | 30    |
| 6    | Ryder Hesjedal      | Garmin        | 22    |
| 7    | Robert Gesink       | Rabobank      | 14    |
| 8    | Nicolas Roche       | AG2R La Mond. | 10    |
| 9    | Samuel Sánchez      | Euskaltel     | 6     |
| 10   | Richie Porte        | Saxo Bank     | 2     |

| Pos. | Squadra            | Punti |
| ---- | ------------------ | ----- |
| 1    | Caisse d'Epargne   | 80    |
| 2    | Astana             | 60    |
| 3    | Cervélo TestTeam   | 50    |
| 4    | Team RadioShack    | 40    |
| 5    | Team Katusha       | 30    |
| 6    | Garmin-Transitions | 22    |
| 7    | Rabobank           | 14    |
| 8    | AG2R La Mondiale   | 10    |
| 9    | Euskaltel-Euskadi  | 6     |
| 10   | Team Saxo Bank     | 2     |

| Pos. | Nazione     | Punti |
| ---- | ----------- | ----- |
| 1    | Spagna      | 206   |
| 2    | Kazakistan  | 60    |
| 3    | Canada      | 22    |
| 4    | Paesi Bassi | 14    |
| 5    | Irlanda     | 10    |
| 6    | Australia   | 2     |